# Léobard
Léobard település Franciaországban, Lot megyében. Lakosainak száma 224 fő (2022. január 1.). Léobard Payrignac, Nabirat, Saint-Aubin-de-Nabirat, Dégagnac, Gourdon és Salviac községekkel határos.

## Népesség
A település népességének változása:
| Lakosok száma | 201  | 196  | 177  | 192  | 220  | 217  | 210  | 206  | 203  | 224  |
|               | 1968 | 1982 | 1990 | 2006 | 2013 | 2015 | 2017 | 2019 | 2020 | 2022 |